# Провіца-де-Сус
Провіца-де-Сус (рум. Provița de Sus) — село у повіті Прахова в Румунії. Входить до складу комуни Провіца-де-Сус.
Село розташоване на відстані 85 км на північний захід від Бухареста, 37 км на північний захід від Плоєшті, 57 км на південь від Брашова.

## Населення
За даними перепису населення 2002 року у селі проживала 1331 особа, усі — румуни. Усі жителі села рідною мовою назвали румунську.